# Нішимакі Міо
Міо Нішимакі (яп. 西牧未央; нар. 15 липня 1987, Хьоґо) — японська борчиня вільного стилю, дворазова чемпіонка світу, чемпіонка Азії, срібна призерка Кубку світу.

## Життєпис
Боротьбою почала займатися з 1991 року. Була чемпіонкою Азії (2005) та чемпіонкою світу (2005, 2006) серед юніорів.
Виступала за Жіночий борцівський клуб університету Тюкьо. Тренер — Кадзухіто Сакае.

## Спортивні результати на міжнародних змаганнях

### Виступи на Чемпіонатах світу
| Змагання                        | Збірна | Вагова категорія          | Місце  |
| ------------------------------- | ------ | ------------------------- | ------ |
| Чемпіонат світу з боротьби 2008 | Японія | жіноча боротьба, до 63 кг | Золото |
| Чемпіонат світу з боротьби 2009 | Японія | жіноча боротьба, до 63 кг | Золото |

### Виступи на Чемпіонатах Азії
| Змагання                       | Збірна | Вагова категорія          | Місце  |
| ------------------------------ | ------ | ------------------------- | ------ |
| Чемпіонат Азії з боротьби 2009 | Японія | жіноча боротьба, до 63 кг | Золото |

### Виступи на Азійських іграх
| Змагання           | Збірна | Вагова категорія          | Місце |
| ------------------ | ------ | ------------------------- | ----- |
| Азійські ігри 2010 | Японія | жіноча боротьба, до 63 кг | 7     |

### Виступи на Кубках світу
| Змагання                    | Збірна | Вагова категорія          | Місце  |
| --------------------------- | ------ | ------------------------- | ------ |
| Кубок світу з боротьби 2006 | Японія | жіноча боротьба, до 59 кг | 6      |
| Кубок світу з боротьби 2007 | Японія | жіноча боротьба, до 63 кг | Срібло |
| Кубок світу з боротьби 2009 | Японія | жіноча боротьба, до 63 кг | 4      |

### Виступи на інших змаганнях
| Змагання                                        | Збірна | Вагова категорія          | Місце  |
| ----------------------------------------------- | ------ | ------------------------- | ------ |
| Klippan Lady Open 2005                          | Японія | жіноча боротьба, до 59 кг | Золото |
| Чемпіонат світу з боротьби серед студентів 2006 | Японія | жіноча боротьба, до 63 кг | Золото |
| Золотий Гран-прі з боротьби 2006                | Японія | жіноча боротьба, до 63 кг | Золото |
| Austrian Ladies Open 2009                       | Японія | жіноча боротьба, до 63 кг | Золото |
| Золотий Гран-прі з боротьби 2009                | Японія | жіноча боротьба, до 63 кг | Золото |

### Виступи на змаганнях молодших вікових груп
| Змагання                                      | Збірна | Вагова категорія          | Місце  |
| --------------------------------------------- | ------ | ------------------------- | ------ |
| Чемпіонат Азії з боротьби серед юніорів 2005  | Японія | жіноча боротьба, до 63 кг | Золото |
| Чемпіонат світу з боротьби серед юніорів 2005 | Японія | жіноча боротьба, до 63 кг | Золото |
| Чемпіонат світу з боротьби серед юніорів 2006 | Японія | жіноча боротьба, до 63 кг | Золото |